# Eching, Landshut
Eching là một đô thị thuộc huyện Landshut trong bang Bayern nước Đức. Đô thị Eching, Landshut có diện tích 30,1 km², dân số thời điểm ngày 31 tháng 12 năm 2006 là 3579 người.